# Josef Pfeifer (Politiker, 1933)
Josef Pfeifer (* 4. Juli 1933 in Platt (Gemeinde Zellerndorf); † 5. September 2022 ebenda) war ein österreichischer Politiker (SPÖ) und von 1966 bis 1988 Abgeordneter zum Nationalrat.

## Ausbildung und Beruf
Josef Pfeifer wurde 1933 als Bauernsohn geboren. Nach dem Besuch der Volksschule in Platt und der Hauptschule in Zellerndorf besuchte er in den Jahren 1947 und 1948 die Landwirtschaftliche Fortbildungsschule und 1949 bis 1950 die Landwirtschaftliche Fachschule. Anschließend besuchte er das Volksbildungsheim in Graschnitz. Daneben arbeitete er seit 1947 auch am elterlichen Bauernhof als Landarbeiter mit, den er 1958 übernahm. Daneben wurde ihm für seine landwirtschaftlichen Tätigkeiten der Berufstitel Ökonomierat verliehen.
Pfeifer war auch gemeinsam mit Lois Schiferl als Mundartdichter in der RAVAG tätig. Außerdem arbeitete er als Funktionär im ländlichen Fortbildungswerk sowie als Obmann der Katholischen Jugend.

## Politik
1959 trat Josef Pfeifer der SPÖ bei und wurde bereits 1960 zum Bürgermeister der Gemeinde Platt gewählt. Nach der Zusammenlegung mit der Gemeinde Zellerndorf wurde er bis 1970 zum Vizebürgermeister der neuen zusammengelegten Gemeinde gewählt. Anschließend war er bis 1975 als Gemeinderat in Zellerndorf tätig. Daneben war er ab 1967 Bezirksvorsitzender der SPÖ im Bezirk Hollabrunn. Ab 1987 war er Ehrenvorsitzender. Daneben war er von 1966 bis 2009 im Landesparteivorstand der SPÖ tätig. Von 1999 bis 2011 war er Bezirksvorsitzender des Pensionistenverbandes und Mitglied des Landesvorstandes.
Von 1966 bis 1988 war er außerdem Abgeordneter des Österreichischen Nationalrates. Im Rahmen dessen war er Agrar-Sprecher der SPÖ.
Ab 1960 war er Mitglied der SPÖ-Bauern und von 1981 bis 1993 deren Landesvorsitzender, für zwei Jahre auch Bundesvorsitzender.

## Privates
Josef Pfeifer war ab 1958 mit Ilse Fabich verheiratet. Aus dieser Ehe gingen zwei Söhne hervor.

## Auszeichnungen
- 1974: Großes Goldenes Ehrenzeichen für Verdienste um die Republik Österreich[2]
- 1983 Verleihung des Berufstitels Ökonomierat
- 1998: Viktor-Adler-Plakette der SPÖ
- Ehrenringträger von Retz und Zellerndorf